# Миллер, Ричард
Ричард Миллер (англ. Richard Miller; 9 апреля 1926, Кантон, Огайо — 5 мая 2009) — американский оперный певец, тенор, профессор Оберлинской консерватории, автор 8 книг и около 100 статей, посвящённых певческой технике и вокальной педагогике.

## Биография
Миллер начал петь в возрасте трех лет, в период ломки голоса изучал игру на фортепиано, виолончели и органе. Возвратился к занятию вокалом в Линкольнской средней школе в Кантоне. После окончания школы в 1944 году был призван в армию, в составе 7-й бронетанковой дивизии танкового корпуса в январе 1945 года отправился в Европу. После войны работал под Марселем, одновременно брал уроки вокала в Марсельской консерватории.
По возвращении на родину удостоен степени магистра музыки Университета штата Мичиган. Получил грант по программе Фулбрайта для изучения вокала в римской академии Санта-Чечилия. Позднее в течение четырех лет в качестве ведущего лирического тенора в Цюрихской опере.
Вернулся в США в 1957 году, преподавал вокальное мастерство в Мичиганском университете в течение пяти лет, затем более 40 лет — в Оберлинской консерватории. По инициативе Миллера в Оберлинской консерватории был создан Otto B. Schoepfle Vocal Arts Center (OBSVAC), лаборатория для измерения голосовых характеристик и обеспечения визуальной и акустической обратной связи с певцом. За 42 года преподавания в Оберлине можно отметить одно знаменательное событие, которое связано с великой трагедией. 30 апреля 1970 года, когда военное положение во Вьетнаме продолжала обостряться, президент Ричард Никсон объявил о военном вторжении США в Камбоджу. Заявление Никсона вызвало протесты со стороны студентов и неспокойная ситуация обострилась в студенческих городках. 4 мая 1970 года Национальная гвардия штата Огайо застрелила четырех антивоенных студентов-демонстрантов в кампусе Университета штата Кент, а полиция Миссисипи убила двух студентов-демонстрантов в Университете штата Джексон. В связи с беспорядками в студенческих городках, в том числе и среди студентов Оберлина, колледж официально отменил занятия до конца учебного года. Студенты продумали план не ожесточенных мероприятий, в качестве протеста военным действиям. 10 мая 1970 года преподаватели и студенты Оберлинской консерватории выдвинулись в Вашингтон, чтобы мирным музыкальным ответом выразить противодействие войне и насилию. Ричард Миллер был солистом партии тенора. Хор исполнил Реквием Моцарта в Вашингтонском национальном соборе. 
До 60 лет продолжал карьеру оперного певца и концертную деятельность в том числе в операх Сан-Франциско и Сан-Антонио. Многократно выступал с Кливлендским оркестром под управлением Джорджа Селла, Пьера Булеза и Луиса Лейна.
Ричард Миллер 28 лет преподавал в Моцартеуме — Международной летней академии в Зальцбурге. Он выступал с лекциями и уроками в Парижской консерватории (Национальная консерватория Парижа), в Марсельской национальной оперной школе и в Центре полифонии. Из  консерватории Оберлина ушел в 2006 году. Известный благодаря этим мастер-классам, он преподавал в Австрии, Австралии, Канаде, Англии, Франции, Германии, Новой Зеландии, Норвегии, Португалии, Швеции, Швейцарии и 38 штатах США.  

## Педагог вокального искусства
Миллер никогда не получал педагогического образования, однако проявлял огромный интерес к научным аспектам пения. В своей педагогической деятельности всегда опирался на знания о физиологии ученика, от которой зависела акустика и возможность обучения пению. В журнале, издаваемым Национальной ассоциацией учителей музыки, он организовал форум по вокальной педагогике в 1961 году.  Там же были вынесены на обсуждение вопросы о новых научных подходах к обучению. В течение многих лет он преподавал по всей Северной Америке, Европе, Австралии и Новой Зеландии. Стал известным учителем пения, благодаря восьми написанным книгам и сотням статей на тему вокального искусства.

## Известные студенты
Ричард Миллер преподавал таким известным исполнителям, как:
- тенор:
  - Франко Фарина
  - Сальватор Чампанж
  - Лейф Арун-Солен
- сопрано:
  - Дженнифер Кейси Кэбот
  - Меган Мари Харт
  - Кендра Колтон
- баритон:
  - Хью Рассел
  - Роберт Симс
  - Мел Ульрих
  - Дэвид Адам Мур
  - Фрэнк Эрнандес
- бас-баритон:
  - Даниэль Окулич
  - Дональд Белл
- бас: Эндрю Нолен
- Меццо-сопрано:
  - Мэри Ленорман
  - Лиора Гродникайте
  - Элизабет Монастеро

## Награды
В 1989 году он получил докторскую степень в колледже им. Густава Адольфа.  В мае 1990 года был посвящен в кавалеры французского ордена искусств. Тогда же был награжден письмами, подписанными мадам Режин Креспин "в знак признания вклада в вокальное искусство во Франции и мире". В 2006 году Миллер получил награду Voice Research Research Awareness Award от фонда Voice за вклад в области развития  вокала.

## Сочинения
Он написал статьи для более чем 120 профессиональных журналов, а также редактировал несколько музыкальных антологий и сборников.
Собственные книги:
- National Schools of Singing (Scarecrow, 1977, reissued 1997)[7] ISBN 9780810832374
- The Structure of Singing: System and Art in Vocal Technique (Schirmer Books/Macmillan, 1986) ISBN 978-0534255350
- Training Tenor Voices (Schirmer Books/Macmillan, 1993) ISBN 9780028713977
- On the Art of Singing (Oxford University Press, 1996) ISBN 9780195098259
- Singing Schumann: An Interpretive Guide for Performers (Oxford University Press, 1999) ISBN 9780195181975
- Training Soprano Voices (Oxford University Press, 2000) ISBN 9780195130188
- Solutions for Singers: Tools for Performers and Teachers (Oxford University Press, 2004) ISBN 9780195160055
- Securing Baritone, Bass-Baritone, and Bass Voices (Oxford University Press, 2008) ISBN 9780195322651